# 곤도 다카시 (축구 선수)
곤도 다카시(일본어: 近藤 貴司, 1992년 4월 26일 ~ )는 일본의 축구 선수이다. 현재 J3리그의 AC 나가노 파르세이루에서 뛰고 있다.

## 구단 경력
그는 2015년부터 J리그의 에히메 FC, 오미야 아르디자, AC 나가노 파르세이루에서 뛰었다.